# ایچیمورا ماساچیکا
ایچیمورا ماساچیکا (انگلیسی: Masachika Ichimura؛ زادهٔ ۲۸ ژانویهٔ ۱۹۴۹) هنرپیشه اهل ژاپن است. وی از سال ۱۹۷۳ میلادی تاکنون مشغول فعالیت بوده‌است.
از فیلم‌هایی که وی در آن نقش داشته است می‌توان به سیزده آدمکش، فاینال فانتزی ۷: ظهور کودکان و جک و لوبیای سحرآمیز اشاره کرد.